# Втрати електроенергії
Втрати електроенергії в електромережі — це витрати електричної потужності під час проходження електричного струму крізь ЛЕП та електрообладнання, системи електропостачання споживачів.

## Загальні відомості
Значні можливості ощадності щодо енергетичних ресурсів, наявні в самих електромережах. В Україні втрати в електричних мережах сягнули 10,4 % 2020 року, а ще 2018 року вони були на рівні 9,8%. Перш за все, це обумовлено недосконалістю систем обліку, що подекуди дозволяє використовувати електроенергію майже без обмежень, застарілим обладнанням електромереж, крадіжками обладнання, інколи недобросовісним виконанням власних обов'язків робітниками енергокомпаній.
Проте існують і значні технологічні втрати, і не слід забувати, що на початку 1990-х років втрати у вітчизняних електромережах були на рівні 6-8 %, приблизно такі ж втрати, і в електричних мережах деяких розвинутих країн, а вже наприклад в Німеччині 2014 року технічні втрати складали — 4%, в США 2022 року, зазначено втрати — 1% від усієї виробленої електроенергії, що становить близько 6 мільярдів доларів «технічних» втрат щорічно.  
Основні технологічні втрати електроенергії в мережах це:
- навантажувальні втрати в проводах ліній електропередавання (ЛЕП) та обмотках силових трансформаторів підстанцій;
- втрати в залізі осердь трансформаторів при неробочому ході;
- втрати на корону проводів ЛЕП;
- втрати на власні потреби;
- втрати в компенсаційних пристроях (конденсаторні батареї, синхронні компенсатори, статичні тиристорні компенсатори та ін.);

Заходи зі зниження втрат в мережах варто обирати виходячи з принципу досягнення якнайменших приведених затрат, з виконанням умов щодо надійності електропостачання і якості електроенергії.
Проведені оцінкові розрахунки вказують, що найдієвішими заходами, є технічні заходи щодо компенсації реактивної потужності. Питоме зниження втрат при встановленні БСК в мережах споживачів, що отримують живлення від трансформаторів 220/6-10 кВ, складає 70 тис.кВт.г на рік на 1 Мвар реактивної потужності батареї; від трансформаторів 110/6-10 кВ — 200 тис.кВт.г в рік; від трансформаторів 35/6-10 кВ — 300 тис.кВт.г в рік. Отже, проведення комплексних заходів — є дієвим способом зниження втрат електроенергії в системах електропостачання промислових підприємств.

## Визначення втрат
Величина втрат в лініях і мережах визначається їх технічними параметрами і струмом навантаження, кВт, ΔРл = 1,1 n ρ I2 L/Sл 10−3 , де
- 1,1 — коефіцієнт, що враховує опір перехідних контактів, скручення жил і способів прокладки ліній;
- n — число фаз ліній;
- L — довжина ліній, м;
- Sл — поперечний переріз проводу, мм2;
- ρ — питомий опір матеріалу проводу при 20 °C (Ом*мм2/м);
- І — середнє значення струму навантаження, А.

Втрати електричної енергії, кВт*г: ΔW = ΔРл tp 10−3.

## Зменшення втрат

### Збільшення поперечного перерізу
Втрати електроенергії в лініях залежать від значення опорів і струму, що пропускається крізь лінії. Опір робочих ліній може вважатися майже постійним. Звідси випливає, що для зменшення втрат електроенергії можливий один шлях — зменшення струму, що протікає через них. Зменшити значення струму можна, наприклад використанням у роботі значної кількості додаткових ліній.
При наявності паралельних ліній бажано з розумінь економії електроенергії, тримати їх увімкненими паралельно. При використанні їх на паралельну роботу, сумарний (еквівалентний) опір цих мереж зменшиться, отже й, втрати активної та реактивної енергії під час її передавання скоротяться. У разі паралельного з'єднання опорів, еквівалентний опір, при припущенні що опори резервної та основної ліній рівні, буде вдвічі нижче. Звідси випливає зменшення втрат активної та реактивної потужностей також у два рази.

### Підвищення рівня робочої напруги
В мережах напругою до 220 кВ, існують технічні можливості використання зниження навантажувальних втрат потужності та енергії за рахунок підвищення рівня робочої напруги.
У разі підвищення рівня робочої напруги можуть дещо зрости втрати на корону, проте в лініях 110—220 кВ ці втрати незначні. Втрати на корону великі в лініях понад 330 кВ. Проте в цих лініях допустимі перенапруги ізоляції незначні, що обмежує використання такого заходу зниження втрат електроенергії як підвищення напруги в лініях понад 330 кВ.
Розрахунки вказують на можливість зниження втрат енергії до 1 % сумарних втрат в системі завдяки оптимізації режимів робочої напруги.

### Скорочення терміну ремонту електромереж
Будь-яке обладнання під час експлуатації потребує технічного обслуговування та ремонту. Під час проведення лагодження обладнання, навантаження на інше (резервне) обладнання збільшується, що значно підвищує втрати потужності. Втрати електроенергії від проведення ремонту основного обладнання, прямо пропорційно залежить від часу його проведення. Отож, значна тривалість ремонту призводить до значних втрат електричної енергії.

### Економія електроенергії в шинах
Для електропостачання потужних приймачів електроенергії (електричні печі й ін.), здебільшого, застосовують багатополюсні шинопроводи. Якщо застосовувати розташування шин, як зазначено на рис.1б., то втрати електроенергії в такому шинопроводі будуть значно більше, ніж у разі розташування, показаному на рис.1а. Це пояснюється тим, що при розташуванні шин, показаному на рис 1а. сильно позначається ефект близькості, при якому різко зростає індуктивний опір шин і відповідно збільшується реактивна складова струму, що зрештою приводить до збільшення загального струму і відповідно втрат потужності й енергії.

### Нерівномірне навантаження
Притаманною особливістю режимів електричних мереж до 1000 В, є нерівномірність навантаження фаз, що призводить до збільшення втрат потужності та енергії. Так, з коефіцієнтом асиметрії струмів, рівним 2 %, у вузлах навантаження за потужності одноразового навантаження 0,18 і потужності симетричного навантаження 0,82, втрати потужності в трансформаторі і в лінії 0,4 кВ збільшуються на 13 %, а втрати напруги в найбільш навантаженій фазі зростають майже у 2 рази порівняно з симетричним режимом.
Основною причиною такого явища, як несиметричне навантаження по фазах, є потужні однофазні електроприймачі та особливі схеми електропостачання (наприклад, трифазні тягові мережі при заземленій фазі діють в трифазній електричній мережі як двофазні навантаження). Зазвичай випадки асиметрії в електричних мережах економічно обґрунтовані. Однак можливі випадки перевищення допустимих норм величини асиметрії за технічними характеристиками обладнання. Для уникнення таких явищ використовують різні схемні рішення.
Додаткові втрати, що зумовлені асиметрією навантаження, досягають 20 % сумарних втрат, тому необхідно застосовувати для їх зменшення замкнені схеми ліній 0,4 кВ, зменшувати опір струмам нульової послідовності, збільшувати переріз нульового проводу, використовувати батареї статичних компенсаторів, призначених для підвищення коефіцієнта потужності.
Рівномірність завантаження фаз повинна бути забезпечена в першу чергу за рахунок правильного розподілу однофазних і двофазних навантажень по фазах. Другим заходом для зменшення асиметрії в мережах напругою до 1000 В є установка нейтралерів на введеннях заземлення свинцевої оболонки кабелю. Економічна доцільність другого заходу визначається співвідношенням між витратами на встановлення нейтралерів і вартістю заощадженої електроенергії завдяки усуненню асиметрії навантаження.
Заходи щодо вирівнювання навантаження фаз доцільно проводити в трансформаторах, завантажених більш ніж на 30 % номінальної потужності, нерівномірністю навантаження можна зневажити, оскільки навантажувальні втрати незначно перевищують втрати холостого ходу.
Заходи з симетрування навантаження розподільчої мережі варто передбачати вже під час її проектування. Заради цієї мети в ТП 6 — 10/0,4 кВ, бажано передбачати заміну живильного трансформатора зі схемою з'єднання обмоток зірка-зірка, трансформатором зі схемою з'єднання обмоток зірка-зиґзаґ. У цьому разі, втрати і вартість трансформатора зростуть на 2-3 %. Але завдяки зменшенню ВП (власних потреб) скорочуються загальні втрати електроенергії на 5-8 % і відпадає необхідність у застосуванні симетрувального устаткування.
Подібне становище має місце щодо установки додаткових фільтро-компенсувальних пристроїв (ФКП) у разі несинусоїдальності форми кривої струму і напруги. Установлюючи випрямні пристрої по 12-24 фазній схемі, можна значно скоротити несинусоїдальність і обійтися без ФКУ.

### Мережі 0,38-10 кВ
Помітне заощадження енергії в електричних мережах напругою 0,38-10 кВ, дає перехід від ПЛ у розподільних мережах нижчої і середньої напруги, до штучно синтезованих конструкцій типу КЛ. Гібридна конструкція, що поєднує найкращі властивості ПЛ і КЛ, називається повітряно-кабельною лінією (ПКЛ). Вона являє собою будову, що складається з полегшених опор, на які підвішується спеціальний повітряний кабель (ПК). Конструкція ПК являє собою скручені струмовідні ізоляційні жили в загальній оболонці чи без неї, з тримальним тросом, розташовуваним чи усередині цієї оболонки, чи поза нею, чи спільно в одному пучку з проводами, скрученими з тримальним тросом. ПК можна виконати на посилених ізольованих струмовідних жилах, що є само-тримальними, без троса. ПК призначений для підвіски на опорах полегшеного типу за допомогою спеціальної арматури. ПКЛ мають наступні переваги:
- істотне підвищення електробезпечності під час експлуатації завдяки зниженню числа однофазних замикань на землю, обривів проводів і відсутності можливостей безпосереднього доторку до струмовідних частин лінії електропередавання;
- зниження пошкоджуваності ізоляції і підвищення експлуатаційної надійності унаслідок усунення чинників механічного впливу, властивих для ПЛ звичайного виконання (забруднення, накиди, перекриття повітряних проміжків птахами, гілками дерев тощо);
- зменшення вітрових аварій унаслідок зменшення навантажень від ожеледі і вітру, відсутності крутних моментів, на опорах в аварійних режимах, значного збільшення механічної міцності конструкції ПК порівняно з проводами звичайного виконання;
- легкість конструктивного виконання багатоланцюгових ліній; зменшення вартості будівельної частини ліній через спрощення конструкцій опор, збільшення довжини прольотів, непотрібність металоконструкцій, ізоляторів, контурів заземлення й інших елементів ПЛ звичайного виконання;
- можливість монтажу ПК по стінах промислових і житлових будинків і інших інженерних споруджень, особливо в умовах суцільної міської забудови у великих індустріальних районах;
- зниження реактивного опору, що приводить до поліпшення режиму напруги в мережі ПКЛ і збільшенню її пропускної здатності;
- підвищення техніко-економічних показників завдяки зниженню втрат активної потужності в мережі;
- зниження вартості додаткових КП для забезпечення найкращих режимів роботи мережі;

Основну економію електричної енергії при використанні ПКЛ дає зниження втрат активної потужності й енергії безпосередньо в самій ПКЛ, унаслідок зменшення витоку струму реактивної потужності на ділянках мережі і підвищення напруги в споживачів.